# 48619 Jianli
48619 Jianli este un asteroid din centura principală de asteroizi.

## Descriere
48619 Jianli este un asteroid din centura principală de asteroizi. A fost descoperit pe 21 mai 1995 la Xinglong în cadrul programului Beijing Schmidt CCD Asteroid Program. Asteroidul prezintă o orbită caracterizată de o semiaxă mare de 2,19 ua, o excentricitate de 0,22 și o înclinație de 6,1° în raport cu ecliptica.